# STS-58
STS-58 foi um voo espacial tripulado da NASA com o ônibus espacial Columbia, dedicada a pesquisas biológicas no espaço, realizada em outubro de 1993, sendo a primeira vez em que astronautas norte-americanos poderiam assistir televisão fora da Terra.

## Tripulação
| Posição                  | Astronauta       |
| ------------------------ | ---------------- |
| Comandante               | John Blaha       |
| Piloto                   | Richard Searfoss |
| Especialista de missão 1 | Rhea Seddon      |
| Especialista de missão 2 | William McArthur |
| Especialista de missão 3 | David Wolf       |
| Especialista de missão 4 | Shannon Lucid    |
| Especialista de carga    | Martin Fettman   |

## Principais fatos
A STS-58 foi a quarta missão espacial tripulada mais longa na história do programa espacial dos Estados Unidos e foi dedicada às pesquisas na área de ciências biológicas. A tripulação do Columbia realizou uma série de experimentos para adquirir conhecimento sobre como o corpo humano se adapta à ausência de peso no espaço. Os experimentos concentraram-se nos sistemas cardiovascular, regulatório, neurovestibular e musculoesquelético do corpo. Os experimentos realizados nos membros do grupo e em animais de laboratório (48 ratos armazenados no interior de 24 gaiolas), em conjunto com os dados coletados pela missão SLS-1 em junho de 1991, forneceram as medidas fisiológicas mais detalhadas e inter-relacionas obtidas desde o programa Skylab realizado entre 1973 e 1974.
Os membros do grupo conduziram experimentos voltados à compreensão da perda de tecido ósseo e aos efeitos da microgravidade na percepção sensorial. Dois experimentos neurovestibulares investigando o mal-estar da movimentação no espaço e mudanças na percepção foram realizados no segundo dia de voo. Os astronautas Lucid e Fettman utilizaram um dispositivo sobre a cabeça, chamado de Unidade de Gravação de Acelerômetro, projetado para continuamente armazenar os movimentos da cabeça ao longo do dia.
Apenas um pequeno problema ocorreu na terça-feira, em 19 de Outubro de 1993 associado a um disjuntor que se abriu, cortando temporariamente a alimentação a uma das gaiolas com ratos do módulo. Os controladores de voo em Houston reportaram que isto não foi causado por um curto-circuito no sistema elétrico e então o disjuntor foi religado, restaurando a energia elétrica à gaiola.
McArthur e Blaha começaram a utilizar o dispositivo Lower Body Negative Pressure no terceiro dia de voo, o qual estava sendo testado como uma contra-medida para os efeitos detrimentais da microgravidade. Todos os três membros do grupo realizaram coletas de urina e saliva, e mantiveram anotações sobre seus exercícios físicos e alimentação como parte do objetivo suplementar de utilização de energia. O DSO 612 observou as necessidades energéticas e nutricionais dos membros do grupo em voos espaciais de longa duração e a relação entre o consumo de fluidos e comida.
Na quarta-feira, no dia 20 de Outubro, embora o toalete do ônibus espacial estivesse em bom funcionamento, o grupo detectou uma pequena rachadura ao redor da entrada do filtro antes de irem dormir. Eles removeram o filtro e limparam cerca de uma colher de resíduos, muito menos do que eles esperavam. Como precaução, uma unidade secundária de um separador de ventilação foi utilizada para separar o fluido do ar antes de ventilá-lo de volta à cabine através do filtro.
Na quinta-feira, no dia 21 de Outubro, o comandante da carga Rhea Seddon, os especialistas da missão Shannon Lucid e David Wolf e o especialista da carga Martin Fettman coletaram amostras adicionais de sangue e urina para uma série de experimentos metabólicos. Algumas das amostras foram utilizadas no experimento de absorção de cálcio que já havia sido realizado anteriormente nesta missão. O experimento, apoiado pelo Dr. C.D. Arnaud da Universidade da Califórnia, em São Francisco, realizou estudos sobre os mecanismos através dos quais o cálcio é mantido e utilizado no metabolismo dos ossos no espaço. Baseado em resultados preliminares da missão SLS-1 realizada em 1991, o Dr. Arnaud acredita que o decrescimento na densidade dos ossos ocorre devido ao reduzido esforço sobre os mesmos, que não é compensado por um subsequente aumento na formação de ossos.

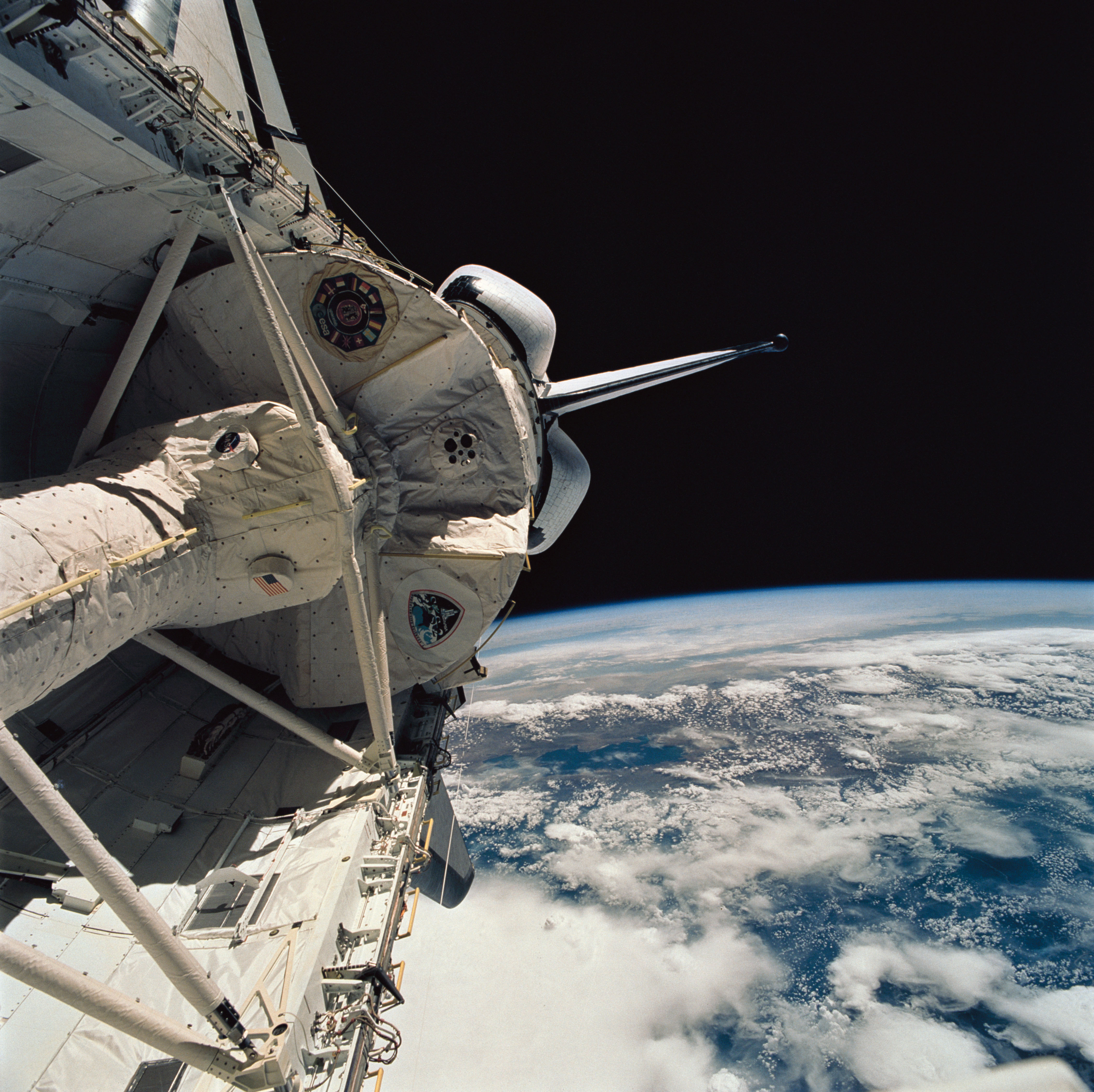
Vista da seção de carga da STS-58 Columbia, mostrando o Spacelab nela.

Na sexta-feira, no dia 22 de Outubro de 1993, utilizando o rádio amador a bordo batizado de SAREX para Experimentos de Rádio amador em Ônibus Espacial, Blaha e Searfoss contactaram crianças na Sycamore Middle School em Pleasant View, TN, e na Gardendale Elementary em Pasadena, TX. O Rack de Interface Padrão, ou SIR, foi testado neste dia por Searfoss para demonstrar que o equipamento pode ser removido de uma localidade do rack e reintegrado em outro por um único membro do grupo durante as operações orbital enquanto mantém interfaces mecânica, de dados e de alimentação confiáveis. 
Outro novo teste realizado a bordo do Columbia foi uma simulação via computador laptop que foi levado a voo para analisar se este pode ser qualificado como uma ferramenta para auxiliar o comandante da missão e o piloto a manterem suas proficiências durante os voos em ônibus espaciais. O laptop é controlado utilizando-se um joystick similar ao utilizado para controlar o orbitador nos minutos finais antes da aterrissagem.
No sábado, os membros do grupo dedicado à carga se voltaram ao estudo metabólico de 48 ratos a bordo do Spacelab. A especialista de carga Rhea Seddon e seus parceiros David Wolf, Shannon Lucid e o veterinárioMartin Fettman retiraram uma amostra de sangue do rabo de alguns dos roedores, e então injetaram um isótopo especial nos mesmos para medir o volume de seus respectivos plasmas. Outra coleta de sangue ocorreu posteriormente, para medir o quanto a ausência de peso pode influenciar a contagem de células vermelhas dos animais.
Após uma série de contatos com topo o país e um trabalho em uma sacola de vácuo projetada para facilitar a readaptação do corpo ao ambiente da Terra, o grupo composto pelo comandante John Blaha, pelo piloto Rick Searfoss e pelo especialista da missão Bill McArthur acompanhou uma queima curta de um dos motores do sistema de manobra orbital para abaixar o extremo inferior do Columbia de uma altitude de 150 para 142 milhas náuticas (de 278 para 263 km). Para aumentar as oportunidades de aterrissagem, a missão deveria ser estendida devido às condições climáticas ou por um problema de sistema que iria manter o grupo em órbita por dois dias extras. 
Na quarta-feira, em 27 de Outubro de 1993, o piloto Rick Searfoss colocou o Columbia sob algumas manobras como parte do Experimento de Pesquisa sobre Aceleração Orbital. O objetivo principal do experimento era medir precisamente as forças aerodinâmicas que atuam sobre o ônibus espacial em órbita e durante os primeiros estágios da re-entrada. Estas informações foram úteis para que os cientistas e engenheiros que planejavam os voos de pesquisa sobre microgravidade do Spacelab na qual os experimentos necessitavam de um ambiente quieto e livre de movimentos para produzir os melhores dados possíveis.
Na quinta-feira, em 28 de Outubro de 1993, após passarem metade do dia descansando, os astronautas a bordo do Columbia continuaram a coletar dados científicos sobre como os humanos e animais se adaptam à ausência de gravidade. 
A comandante da carga Rhea Seddon enviou uma mensagem especial para seu marido, o astronauta Hoot Gibson às 4h 1 min p.m. CDT quando ela completava seu total de 632 horas e 56 minutos no espaço. "Ele é realmente um bom rapaz, eu ainda o amo muito, mas eu tenho mais horas no espaço que ele, até agora!" ela disse. Seddon relembrou que, entretanto, ele tinha mais lançamentos e aterrissagens, tendo voado quatro vezes e ela três. 
O piloto Rick Searfoss dedicou parte de seu tempo para tirar algumas fotografias infra-vermelhas das queimadas em florestas no sudeste da Califórnia para dizer que o grupo está apoiando os bombeiros na localização e no combate às chamas e nos apoio residentes cujas casas foram destruídas. Ele disse que esperava que as chamas pudessem ser controladas logo, e disse que as fotografias que ele estava tirando estavam dentro de um conjunto de 4 000 fotos que retornariam à Terra para serem estudadas por meteorologistas, geólogos, arqueólogos e ecologistas após o voo.